# Фиорентино
Фиорентѝно (на италиански: Fiorentino) е село и община в Сан Марино. Разположено е на 490 m надморска височина. Населението на общината е 2550 души (към 2018 г.).

## Населени места
Общината има 4 населени места:
- Фиорентино (Fiorentino, администативен център)
- Капане (Capanne)
- Крочале (Crociale)
- Пианачи (Pianacci)